# Saline megye (Missouri)
Saline megye az Amerikai Egyesült Államokban, azon belül Missouri államban található. Megyeszékhelye és legnagyobb városa Marshall. Lakosainak száma 23 333 fő (2020. április 1.).

## Szomszédos megyék
- Chariton megye
- Pettis megye
- Howard megye
- Cooper megye
- Lafayette megye
- Carroll megye

## Népesség
A megye népességének változása:
| Lakosok száma | 23 403 | 23 309 | 23 437 | 23 252 | 23 258 | 23 333 |
|               | 2010   | 2011   | 2012   | 2013   | 2015   | 2020   |